# Dreiband Grand Prix 1993/9
Der Dreiband Grand Prix 1993/9 war das 51. Turnier in dieser Disziplin des Karambolagebillards und fand vom 13. bis zum 17. Oktober 1993 in Brünn statt.
Das UMB/CEB-Turnier wurde als "CEB-GRAND-PRIX Dreiband" ausgetragen.

## Geschichte
Rini van Bracht gewann das Grand-Prix-Turnier in Brünn durch einen 3:0-Satzsieg gegen Dion Nelin. Das Spiel um Platz drei gewann der Belgier Paul Stroobants mit 2:1 gegen Martin Horn.

## Turniermodus
Es wurde in der Qualifikation in 13 Gruppen à 3 Spieler gespielt (A-M). Die Gruppensieger und die vier besten Gruppenzweiten qualifizierten sich für das Hauptturnier. Es wurde auf zwei Gewinnsätze gespielt. Im Hauptturnier trafen die 17 Qualifikanten auf die 15 nach Rangliste gesetzten Spieler. Hier wurde – bis auf das Spiel um Platz drei – auf drei Gewinnsätze gespielt.

### Gruppenphase
| Abschlusstabelle Gruppe A | Abschlusstabelle Gruppe A | Abschlusstabelle Gruppe A | Abschlusstabelle Gruppe A | Abschlusstabelle Gruppe A | Abschlusstabelle Gruppe A | Abschlusstabelle Gruppe A | Abschlusstabelle Gruppe A | Abschlusstabelle Gruppe A |
| Platz                     | Name                      | MP                        | SP                        | Pkte.                     | Aufn.                     | GD                        | BSD                       | HS                        |
| ------------------------- | ------------------------- | ------------------------- | ------------------------- | ------------------------- | ------------------------- | ------------------------- | ------------------------- | ------------------------- |
| 1                         | Kurt Thögersen            | 4                         | 4:0                       | 60                        | 65                        | 0,923                     | 1,363                     | 5                         |
| 2                         | M. Sotola                 | 2                         | 2:3                       | 45                        | 110                       | 0,409                     | 0,789                     | 4                         |
| 3                         | ? Stein                   | 0                         | 1:4                       | 43                        | 105                       | 0,409                     | 0,600                     | 4                         |

| Abschlusstabelle Gruppe B | Abschlusstabelle Gruppe B | Abschlusstabelle Gruppe B | Abschlusstabelle Gruppe B | Abschlusstabelle Gruppe B | Abschlusstabelle Gruppe B | Abschlusstabelle Gruppe B | Abschlusstabelle Gruppe B | Abschlusstabelle Gruppe B |
| Platz                     | Name                      | MP                        | SP                        | Pkte.                     | Aufn.                     | GD                        | BSD                       | HS                        |
| ------------------------- | ------------------------- | ------------------------- | ------------------------- | ------------------------- | ------------------------- | ------------------------- | ------------------------- | ------------------------- |
| 1                         | José Quetglas             | 4                         | 4:0                       | 60                        | 60                        | 1,000                     | 2,142                     | 10                        |
| 2                         | Zoltan Kovac              | 2                         | 2:3                       | 53                        | 93                        | 0,569                     | 0,882                     | 4                         |
| 3                         | Werner Naruhn             | 0                         | 1:4                       | 38                        | 80                        | 0,475                     | 0,600                     | 3                         |

| Abschlusstabelle Gruppe C | Abschlusstabelle Gruppe C | Abschlusstabelle Gruppe C | Abschlusstabelle Gruppe C | Abschlusstabelle Gruppe C | Abschlusstabelle Gruppe C | Abschlusstabelle Gruppe C | Abschlusstabelle Gruppe C | Abschlusstabelle Gruppe C |
| Platz                     | Name                      | MP                        | SP                        | Pkte.                     | Aufn.                     | GD                        | BSD                       | HS                        |
| ------------------------- | ------------------------- | ------------------------- | ------------------------- | ------------------------- | ------------------------- | ------------------------- | ------------------------- | ------------------------- |
| 1                         | Mats Noren                | 4                         | 4:1                       | 65                        | 82                        | 0,792                     | 1,363                     | 5                         |
| 2                         | Thomas Larsen             | 2                         | 3:2                       | 68                        | 82                        | 0,829                     | 1,500                     | 6                         |
| 3                         | Franz Cerny               | 0                         | 0:4                       | 26                        | 62                        | 0,419                     | –                         | 2                         |

| Abschlusstabelle Gruppe D | Abschlusstabelle Gruppe D | Abschlusstabelle Gruppe D | Abschlusstabelle Gruppe D | Abschlusstabelle Gruppe D | Abschlusstabelle Gruppe D | Abschlusstabelle Gruppe D | Abschlusstabelle Gruppe D | Abschlusstabelle Gruppe D |
| Platz                     | Name                      | MP                        | SP                        | Pkte.                     | Aufn.                     | GD                        | BSD                       | HS                        |
| ------------------------- | ------------------------- | ------------------------- | ------------------------- | ------------------------- | ------------------------- | ------------------------- | ------------------------- | ------------------------- |
| 1                         | Jacob Sörensen            | 4                         | 4:1                       | 69                        | 70                        | 0,985                     | 1,666                     | 7                         |
| 2                         | Stefan Galla              | 2                         | 3:2                       | 63                        | 79                        | 0,797                     | 1,000                     | 5                         |
| 3                         | A. Filip                  | 0                         | 0:4                       | 21                        | 55                        | 0,381                     | –                         | 5                         |

| Abschlusstabelle Gruppe E | Abschlusstabelle Gruppe E | Abschlusstabelle Gruppe E | Abschlusstabelle Gruppe E | Abschlusstabelle Gruppe E | Abschlusstabelle Gruppe E | Abschlusstabelle Gruppe E | Abschlusstabelle Gruppe E | Abschlusstabelle Gruppe E |
| Platz                     | Name                      | MP                        | SP                        | Pkte.                     | Aufn.                     | GD                        | BSD                       | HS                        |
| ------------------------- | ------------------------- | ------------------------- | ------------------------- | ------------------------- | ------------------------- | ------------------------- | ------------------------- | ------------------------- |
| 1                         | Brian Knudsen             | 4                         | 4:0                       | 60                        | 63                        | 0,952                     | 1,250                     | 10                        |
| 2                         | Enrique Herbon            | 2                         | 2:2                       | 46                        | 58                        | 0,793                     | 1,071                     | 5                         |
| 3                         | P. Domansky               | 0                         | 0:4                       | 27                        | 66                        | 0,409                     | –                         | 2                         |

| Abschlusstabelle Gruppe F | Abschlusstabelle Gruppe F | Abschlusstabelle Gruppe F | Abschlusstabelle Gruppe F | Abschlusstabelle Gruppe F | Abschlusstabelle Gruppe F | Abschlusstabelle Gruppe F | Abschlusstabelle Gruppe F | Abschlusstabelle Gruppe F |
| Platz                     | Name                      | MP                        | SP                        | Pkte.                     | Aufn.                     | GD                        | BSD                       | HS                        |
| ------------------------- | ------------------------- | ------------------------- | ------------------------- | ------------------------- | ------------------------- | ------------------------- | ------------------------- | ------------------------- |
| 1                         | Jef Gijsels               | 4                         | 4:0                       | 60                        | 64                        | 0,937                     | 1,500                     | 5                         |
| 2                         | Kersten Reinartz          | 2                         | 2:2                       | 57                        | 55                        | 1,036                     | 1,555                     | 4                         |
| 3                         | Stephan Kohout            | 0                         | 0:4                       | 38                        | 64                        | 0,593                     | –                         | 5                         |

| Abschlusstabelle Gruppe G | Abschlusstabelle Gruppe G | Abschlusstabelle Gruppe G | Abschlusstabelle Gruppe G | Abschlusstabelle Gruppe G | Abschlusstabelle Gruppe G | Abschlusstabelle Gruppe G | Abschlusstabelle Gruppe G | Abschlusstabelle Gruppe G |
| Platz                     | Name                      | MP                        | SP                        | Pkte.                     | Aufn.                     | GD                        | BSD                       | HS                        |
| ------------------------- | ------------------------- | ------------------------- | ------------------------- | ------------------------- | ------------------------- | ------------------------- | ------------------------- | ------------------------- |
| 1                         | Martin Horn               | 4                         | 4:1                       | 70                        | 75                        | 0,933                     | 1,363                     | 5                         |
| 2                         | John Korte                | 2                         | 3:2                       | 59                        | 82                        | 0,719                     | 0,833                     | 4                         |
| 3                         | R. Bilek                  | 0                         | 0:4                       | 23                        | 69                        | 0,333                     | –                         | 4                         |

| Abschlusstabelle Gruppe H | Abschlusstabelle Gruppe H | Abschlusstabelle Gruppe H | Abschlusstabelle Gruppe H | Abschlusstabelle Gruppe H | Abschlusstabelle Gruppe H | Abschlusstabelle Gruppe H | Abschlusstabelle Gruppe H | Abschlusstabelle Gruppe H |
| Platz                     | Name                      | MP                        | SP                        | Pkte.                     | Aufn.                     | GD                        | BSD                       | HS                        |
| ------------------------- | ------------------------- | ------------------------- | ------------------------- | ------------------------- | ------------------------- | ------------------------- | ------------------------- | ------------------------- |
| 1                         | Mario Ribeiro             | 4                         | 4:0                       | 60                        | 51                        | 1,176                     | 2,500                     | 13                        |
| 2                         | Danny Korte               | 2                         | 2:2                       | 43                        | 52                        | 0,826                     | 1,400                     | 6                         |
| 3                         | R. Kopecny                | 0                         | 0:4                       | 32                        | 66                        | 0,484                     | –                         | 3                         |

| Abschlusstabelle Gruppe I | Abschlusstabelle Gruppe I | Abschlusstabelle Gruppe I | Abschlusstabelle Gruppe I | Abschlusstabelle Gruppe I | Abschlusstabelle Gruppe I | Abschlusstabelle Gruppe I | Abschlusstabelle Gruppe I | Abschlusstabelle Gruppe I |
| Platz                     | Name                      | MP                        | SP                        | Pkte.                     | Aufn.                     | GD                        | BSD                       | HS                        |
| ------------------------- | ------------------------- | ------------------------- | ------------------------- | ------------------------- | ------------------------- | ------------------------- | ------------------------- | ------------------------- |
| 1                         | P.B. Jensen               | 4                         | 4:0                       | 60                        | 71                        | 0,845                     | 2,142                     | 5                         |
| 2                         | Horst Branc               | 2                         | 2:3                       | 57                        | 101                       | 0,564                     | 0,937                     | 5                         |
| 3                         | Zdenek Prochazka          | 0                         | 1:4                       | 50                        | 91                        | 0,549                     | 0,681                     | 3                         |

| Abschlusstabelle Gruppe J | Abschlusstabelle Gruppe J | Abschlusstabelle Gruppe J | Abschlusstabelle Gruppe J | Abschlusstabelle Gruppe J | Abschlusstabelle Gruppe J | Abschlusstabelle Gruppe J | Abschlusstabelle Gruppe J | Abschlusstabelle Gruppe J |
| Platz                     | Name                      | MP                        | SP                        | Pkte.                     | Aufn.                     | GD                        | BSD                       | HS                        |
| ------------------------- | ------------------------- | ------------------------- | ------------------------- | ------------------------- | ------------------------- | ------------------------- | ------------------------- | ------------------------- |
| 1                         | David Persson             | 4                         | 4:1                       | 70                        | 95                        | 0,736                     | 1,363                     | 5                         |
| 2                         | Rainer Mikolajczak        | 2                         | 3:2                       | 71                        | 106                       | 0,669                     | 1,071                     | 8                         |
| 3                         | Marcel Dirn               | 0                         | 0:4                       | 30                        | 64                        | 0,468                     | –                         | 4                         |

| Abschlusstabelle Gruppe K | Abschlusstabelle Gruppe K | Abschlusstabelle Gruppe K | Abschlusstabelle Gruppe K | Abschlusstabelle Gruppe K | Abschlusstabelle Gruppe K | Abschlusstabelle Gruppe K | Abschlusstabelle Gruppe K | Abschlusstabelle Gruppe K |
| Platz                     | Name                      | MP                        | SP                        | Pkte.                     | Aufn.                     | GD                        | BSD                       | HS                        |
| ------------------------- | ------------------------- | ------------------------- | ------------------------- | ------------------------- | ------------------------- | ------------------------- | ------------------------- | ------------------------- |
| 1                         | Manuel Fradinho           | 4                         | 4:0                       | 60                        | 55                        | 1,090                     | 2,142                     | 7                         |
| 2                         | Ivo Gazdos                | 2                         | 2:2                       | 48                        | 71                        | 0,676                     | 0,888                     | 4                         |
| 3                         | Bo Gustavson              | 0                         | 0:4                       | 41                        | 73                        | 0,561                     | –                         | 4                         |

| Abschlusstabelle Gruppe L | Abschlusstabelle Gruppe L | Abschlusstabelle Gruppe L | Abschlusstabelle Gruppe L | Abschlusstabelle Gruppe L | Abschlusstabelle Gruppe L | Abschlusstabelle Gruppe L | Abschlusstabelle Gruppe L | Abschlusstabelle Gruppe L |
| Platz                     | Name                      | MP                        | SP                        | Pkte.                     | Aufn.                     | GD                        | BSD                       | HS                        |
| ------------------------- | ------------------------- | ------------------------- | ------------------------- | ------------------------- | ------------------------- | ------------------------- | ------------------------- | ------------------------- |
| 1                         | Enrique Penalva           | 4                         | 4:0                       | 60                        | 60                        | 1,000                     | 1,666                     | 8                         |
| 2                         | István Vörös              | 2                         | 2:3                       | 51                        | 113                       | 0,451                     | 0,789                     | 5                         |
| 3                         | Alfred Rath               | 0                         | 1:4                       | 45                        | 125                       | 0,362                     | 0,888                     | 5                         |

| Abschlusstabelle Gruppe M | Abschlusstabelle Gruppe M | Abschlusstabelle Gruppe M | Abschlusstabelle Gruppe M | Abschlusstabelle Gruppe M | Abschlusstabelle Gruppe M | Abschlusstabelle Gruppe M | Abschlusstabelle Gruppe M | Abschlusstabelle Gruppe M |
| Platz                     | Name                      | MP                        | SP                        | Pkte.                     | Aufn.                     | GD                        | BSD                       | HS                        |
| ------------------------- | ------------------------- | ------------------------- | ------------------------- | ------------------------- | ------------------------- | ------------------------- | ------------------------- | ------------------------- |
| 1                         | Eddy Leppens              | 4                         | 4:2                       | 83                        | 104                       | 0,798                     | 1,363                     | 4                         |
| 2                         | Peter de Backer           | 2                         | 3:2                       | 70                        | 82                        | 0,853                     | 1,153                     | 5                         |
| 3                         | M. Scheuer                | 0                         | 1:4                       | 43                        | 75                        | 0,573                     | 0,769                     | 4                         |

## Hauptturnier

### 1/16-Finale
| Partie |                   | Ergebnis                     |                  |
| ------ | ----------------- | ---------------------------- | ---------------- |
| 01     | Manuel Fradinho   | 15/8/12/9:5/15/15/15         | Dion Nelin       |
| 02     | Hans-Jürgen Kühl  | 15/4/12/1:7/15/15/15         | Peter de Backer  |
| 03     | Maximo Aguirre    | 14/15/14/15/15:15/12/15/14/8 | José Quetglas    |
| 04     | Thomas Larsen     | 13/4/15/4:15/15/14/15        | Enrique Penalva  |
| 05     | Fonsy Grethen     | 15/10/6/15/13:12/15/15/11/15 | Martin Horn      |
| 06     | Mats Noren        | 10/15/15/9/15:15/11/2/15/9   | Lennart Blomdahl |
| 07     | Jef Gijsels       | 3/11/15/7:15/15/12/15        | Michael Nilsson  |
| 08     | Stefan Galla      | 15/15/4/1/5:9/8/15/15/15     | Andreas Efler    |
| 09     | Rini van Bracht   | 15/11/15/15:14/15/11/6       | Eddy Leppens     |
| 010    | Mario Ribeiro     | 15/3/15/8/9:4/15/13/15/15    | Peter Thögersen  |
| 011    | Christian Rudolph | 15/2/15/15:6/15/7/13         | Kurt Thögersen   |
| 012    | John Korte        | 15/15/15:8/12/4              | Hans Laursen     |
| 013    | Jacob Sörensen    | 15/8/15/15:14/15/6/3         | Kjeld Sögaard    |
| 014    | Paul Stroobants   | 15/15/15:11/14/14            | David Persson    |
| 015    | Brian Knudsen     | 15/15/5/8/12:14/12/15/15/15  | Jorge Theriaga   |
| 016    | P.B. Jensen       | 11/10/8:15/15/15             | Edgar Bettzieche |

### Ab Achtelfinale
Im Folgenden ist der Turnierbaum der Finalrunde aufgelistet. Legende: 1. Satz/2. Satz/3. Satz/4. Satz/5. Satz

|  | Achtelfinale 3 GS bis 15 | Achtelfinale 3 GS bis 15 |                 |                 | Viertelfinale 3 GS bis 15 | Viertelfinale 3 GS bis 15 |  |  | Halbfinale 3 GS bis 15 | Halbfinale 3 GS bis 15 |  |  | Finale 3 GS bis 15 | Finale 3 GS bis 15 |
|  |                          |                          |                 |                 |                           |                           |  |  |                        |                        |  |  |                    |                    |
|  |                          |                          |                 |                 |                           |                           |  |  |                        |                        |  |  |                    |                    |
|  | Dion Nelin               | 15/8/10/15/15            |                 |                 |                           |                           |  |  |                        |                        |  |  |                    |                    |
|  | Dion Nelin               | 15/8/10/15/15            |                 |                 |                           |                           |  |  |                        |                        |  |  |                    |                    |
|  | Peter de Backer          | 11/15/15/9/12            |                 |                 |                           |                           |  |  |                        |                        |  |  |                    |                    |
|  | Peter de Backer          | 11/15/15/9/12            | Dion Nelin      | 15/15/15        |                           |                           |  |  |                        |                        |  |  |                    |                    |
|  |                          |                          | Dion Nelin      | 15/15/15        |                           |                           |  |  |                        |                        |  |  |                    |                    |
|  |                          | Maximo Aguirre           | 14/2/11         |                 |                           |                           |  |  |                        |                        |  |  |                    |                    |
|  | Maximo Aguirre           | Maximo Aguirre           | 14/2/11         | 13/10/15/15/15  |                           |                           |  |  |                        |                        |  |  |                    |                    |
|  | Maximo Aguirre           |                          |                 | 13/10/15/15/15  |                           |                           |  |  |                        |                        |  |  |                    |                    |
|  | Enrique Penalva          | 15/15/11/13/5            |                 |                 |                           |                           |  |  |                        |                        |  |  |                    |                    |
|  | Enrique Penalva          | 15/15/11/13/5            | Dion Nelin      | 2/15/15/12/15   |                           |                           |  |  |                        |                        |  |  |                    |                    |
|  |                          |                          | Dion Nelin      | 2/15/15/12/15   |                           |                           |  |  |                        |                        |  |  |                    |                    |
|  |                          | Martin Horn              | 15/10/8/15/13   |                 |                           |                           |  |  |                        |                        |  |  |                    |                    |
|  | Martin Horn              | Martin Horn              | 15/10/8/15/13   | 13/15/15/12/15  |                           |                           |  |  |                        |                        |  |  |                    |                    |
|  | Martin Horn              |                          |                 | 13/15/15/12/15  |                           |                           |  |  |                        |                        |  |  |                    |                    |
|  | Mats Noren               | 15/14/10/15/13           |                 |                 |                           |                           |  |  |                        |                        |  |  |                    |                    |
|  | Mats Noren               | 15/14/10/15/13           | Martin Horn     | 15/15/15        |                           |                           |  |  |                        |                        |  |  |                    |                    |
|  |                          |                          | Martin Horn     | 15/15/15        |                           |                           |  |  |                        |                        |  |  |                    |                    |
|  |                          | Michael Nilsson          | 8/13/7          |                 |                           |                           |  |  |                        |                        |  |  |                    |                    |
|  | Michael Nilsson          | Michael Nilsson          | 8/13/7          | 15/15/15        |                           |                           |  |  |                        |                        |  |  |                    |                    |
|  | Michael Nilsson          |                          |                 | 15/15/15        |                           |                           |  |  |                        |                        |  |  |                    |                    |
|  | Andreas Efler            | 2/8/11                   |                 |                 |                           |                           |  |  |                        |                        |  |  |                    |                    |
|  | Andreas Efler            | 2/8/11                   | Dion Nelin      | 9/7/11          |                           |                           |  |  |                        |                        |  |  |                    |                    |
|  |                          |                          | Dion Nelin      | 9/7/11          |                           |                           |  |  |                        |                        |  |  |                    |                    |
|  |                          | Rini van Bracht          | 15/15/15        |                 |                           |                           |  |  |                        |                        |  |  |                    |                    |
|  | Rini van Bracht          | Rini van Bracht          | 15/15/15        | 6/15/15/15      |                           |                           |  |  |                        |                        |  |  |                    |                    |
|  | Rini van Bracht          |                          |                 | 6/15/15/15      |                           |                           |  |  |                        |                        |  |  |                    |                    |
|  | Peter Thögersen          | 15/1/11/3                |                 |                 |                           |                           |  |  |                        |                        |  |  |                    |                    |
|  | Peter Thögersen          | 15/1/11/3                | Rini van Bracht | 15/15/15        |                           |                           |  |  |                        |                        |  |  |                    |                    |
|  |                          |                          | Rini van Bracht | 15/15/15        |                           |                           |  |  |                        |                        |  |  |                    |                    |
|  |                          | John Korte               | 13/3/2          |                 |                           |                           |  |  |                        |                        |  |  |                    |                    |
|  | Christian Rudolph        | John Korte               | 13/3/2          | 8/15/14/15/11   |                           |                           |  |  |                        |                        |  |  |                    |                    |
|  | Christian Rudolph        |                          |                 | 8/15/14/15/11   |                           |                           |  |  |                        |                        |  |  |                    |                    |
|  | John Korte               | 15/12/15/13/15           |                 |                 |                           |                           |  |  |                        |                        |  |  |                    |                    |
|  | John Korte               | 15/12/15/13/15           | Rini van Bracht | 15/6/15/15      |                           |                           |  |  |                        |                        |  |  |                    |                    |
|  |                          |                          | Rini van Bracht | 15/6/15/15      |                           |                           |  |  |                        |                        |  |  |                    |                    |
|  |                          | Paul Stroobants          | 13/15/13/6      |                 |                           |                           |  |  |                        |                        |  |  |                    |                    |
|  | Jacob Sörensen           | Paul Stroobants          | 13/15/13/6      | 7/8/14          |                           |                           |  |  |                        |                        |  |  |                    |                    |
|  | Jacob Sörensen           |                          |                 | 7/8/14          |                           |                           |  |  |                        |                        |  |  |                    |                    |
|  | Paul Stroobants          | 15/15/15                 |                 |                 |                           |                           |  |  |                        |                        |  |  |                    |                    |
|  | Paul Stroobants          | 15/15/15                 | Paul Stroobants | 15/15/15        |                           |                           |  |  |                        |                        |  |  |                    |                    |
|  |                          |                          | Paul Stroobants | 15/15/15        | Spiel um Platz 3          |                           |  |  |                        |                        |  |  |                    |                    |
|  |                          | Jorge Theriaga           | 12/11/7         |                 |                           |                           |  |  |                        |                        |  |  |                    |                    |
|  | Jorge Theriaga           | Jorge Theriaga           | 12/11/7         | 15/15/15        | Martin Horn               | 12/15/13                  |  |  |                        |                        |  |  |                    |                    |
|  | Jorge Theriaga           |                          |                 | 15/15/15        | Martin Horn               | 12/15/13                  |  |  |                        |                        |  |  |                    |                    |
|  | Edgar Bettzieche         | 10/7/11                  |                 | Paul Stroobants | 15/14/15                  |                           |  |  |                        |                        |  |  |                    |                    |

## Abschlusstabelle
| MP    | Match Points (Sieger = 2; Unentschieden = 1; Verlierer = 0) |
| Pkte. | Erzielte Karambolagen                                       |
| Aufn. | Benötigte Versuche                                          |
| GD    | Generaldurchschnitt                                         |
| BED   | Bester Einzeldurchschnitt eines Spielers                    |
| HS    | Höchstserie                                                 |
|       | Bester GD des Turniers                                      |
|       | Bester ED des Turniers                                      |
|       | Beste HS des Turniers                                       |
|       | 1. Platz (Gold)                                             |
|       | 2. Platz (Silber)                                           |
|       | 3. Platz (Bronze)                                           |

| Phase           | Platz | Name              | MP | SP   | Pkte | Aufn. | GD    | BED   | HS | RP |
| --------------- | ----- | ----------------- | -- | ---- | ---- | ----- | ----- | ----- | -- | -- |
| Finale          | 1     | Rini van Bracht   | 10 | 15:3 | 248  | 178   | 1,393 | 1,513 | 9  | 18 |
| Finale          | 2     | Dion Nelin        | 8  | 11:8 | 244  | 234   | 1,042 | 1,184 | 10 | 14 |
| Halb- finale    | 3     | Paul Stroobants   | 8  | 9:4  | 226  | 196   | 1,153 | 1,285 | 7  | 11 |
| Halb- finale    | 4     | Martin Horn       | 6  | 12:9 | 284  | 260   | 1,092 | 1,206 | 11 | 9  |
| Viertel- finale | 5     | Michael Nilsson   | 4  | 6:4  | 130  | 119   | 1,092 | 1,451 | 7  | 7  |
| Viertel- finale | 6     | Jorge Theriaga    | 4  | 6:5  | 146  | 129   | 1,131 | 1,224 | 9  | 6  |
| Viertel- finale | 7     | John Korte        | 4  | 6:5  | 133  | 132   | 1,007 | 1,406 | 10 | 5  |
| Viertel- finale | 8     | Maximo Aguirre    | 4  | 5:7  | 168  | 177   | 0,949 | 1,140 | 8  | 4  |
| Achtel- finale  | 9     | Peter de Backer   | 2  | 5:4  | 114  | 103   | 1,106 | 1,300 | 8  | 3  |
| Achtel- finale  | 10    | Enrique Penalva   | 2  | 5:4  | 118  | 122   | 0,967 | 1,255 | 8  | 3  |
| Achtel- finale  | 11    | Christian Rudolph | 2  | 5:4  | 110  | 117   | 0,940 | 1,000 | 9  | 3  |
| Achtel- finale  | 12    | Mats Noren        | 2  | 5:5  | 131  | 130   | 1,007 | 0,876 | 6  | 3  |
| Achtel- finale  | 13    | Edgar Bettzieche  | 2  | 3:3  | 73   | 77    | 0,948 | 1,097 | 8  | 2  |
| Achtel- finale  | 14    | Peter Thögersen   | 2  | 4:5  | 92   | 80    | 1,150 | 1,512 | 8  | 2  |
| Achtel- finale  | 15    | Jacob Sörensen    | 2  | 3:4  | 82   | 93    | 0,881 | 0,898 | 5  | 2  |
| Achtel- finale  | 16    | Andreas Efler     | 2  | 3:5  | 83   | 75    | 1,106 | 1,347 | 10 | 2  |
| 1/16- finale    | 17    | Mario Ribeiro     | 0  | 2:3  | 50   | 41    | 1,219 | –     | 7  | 1  |
| 1/16- finale    | 18    | José Quetglas     | 0  | 2:3  | 64   | 63    | 1,015 | –     | 7  | 1  |
| 1/16- finale    | 19    | Brian Knudsen     | 0  | 2:3  | 55   | 58    | 0,948 | –     | 8  | 1  |
| 1/16- finale    | 20    | Fonsy Grethen     | 0  | 2:3  | 59   | 63    | 0,936 | –     | 7  | 1  |
| 1/16- finale    | 21    | Stefan Galla      | 0  | 2:3  | 40   | 46    | 0,869 | –     | 6  | 1  |
| 1/16- finale    | 22    | Lennart Blomdahl  | 0  | 2:3  | 52   | 72    | 0,722 | –     | 4  | 1  |
| 1/16- finale    | 23    | Eddy Leppens      | 0  | 1:3  | 46   | 36    | 1,277 | –     | 9  | 1  |
| 1/16- finale    | 24    | Kurt Thögersen    | 0  | 1:3  | 41   | 46    | 0,891 | –     | 11 | 1  |
| 1/16- finale    | 25    | Jef Gijsels       | 0  | 1:3  | 36   | 41    | 0,878 | –     | 4  | 1  |
| 1/16- finale    | 26    | Hans-Jürgen Kühl  | 0  | 1:3  | 32   | 39    | 0,820 | –     | 5  | 1  |
| 1/16- finale    | 27    | Manuel Fradinho   | 0  | 1:3  | 44   | 54    | 0,814 | –     | 5  | 1  |
| 1/16- finale    | 28    | Thomas Larsen     | 0  | 1:3  | 36   | 46    | 0,782 | –     | 5  | 1  |
| 1/16- finale    | 29    | Kjeld Sögaard     | 0  | 1:3  | 38   | 58    | 0,655 | –     | 4  | 1  |
| 1/16- finale    | 30    | David Persson     | 0  | 0:3  | 39   | 43    | 0,906 | –     | 7  | 1  |
| 1/16- finale    | 31    | Hans Laursen      | 0  | 0:3  | 24   | 30    | 0,800 | –     | 5  | 1  |
| 1/16- finale    | 32    | P.B. Jensen       | 0  | 0:3  | 29   | 40    | 0,725 | –     | 4  | 1  |